# Bouasone Bouphavanh
Đây là một tên người Lào; họ tên được viết theo thứ tự tên trước, họ sau: họ là Bouphavanh.
Bouasone Bouphavanh (phiên âm: Bua-xỏn Búp-phả-văn; sinh ngày 3 tháng 6 năm 1954 tại Bản Tao Poun, huyện Salavan, tỉnh Salavan). Ông từng là Thủ tướng Cộng hòa Dân chủ Nhân dân Lào. Ngày 8 tháng 6 năm 2006 bổ nhiệm chính thức của Quốc hội của Lào, trong cuộc cải tổ nội các của chính phủ, ông thay Bounnhang Vorachith trở thành phó chủ tịch nước. Bouasone trước đó đã làm Phó thủ tướng đầu tiên kể từ ngày 3 tháng 10 năm 2003. Ông là Phó thủ tướng thứ ba và kiêm Chủ tịch của Ủy ban Kế hoạch Nhà nước.
Ông học tại một trường tiểu học và trung học cơ sở tại tỉnh Salavanh và tỉnh Champasak trong khoảng 1961 - 1974 và tại Viện nghiên cứu Mác-Lê Nin ở Moskva, Liên Xô trong khoảng 1986 - 1990.
Được đào tạo ở Liên Xô và bổ nhiệm làm thủ tướng ở tuổi 52, Bouasone là một phần của thế hệ mới của các nhà lãnh đạo Đảng Nhân dân Cách mạng Lào, là một gương mặt có thể có một thay đổi kinh tế ở Lào truyền thống vững chắc, tin cậy cho Việt Nam, gia tăng sự tin cậy và hợp tác với Trung Quốc. Ông đánh giá thứ 7 chính trị ở Lào. Năm 1975, sớm trở thành người Pathet Lào, là một người hoạt động xuất sắc của sinh viên chủ chốt của phong trào sinh viên. Ông được xem là người được cựu lãnh đạo đảng Khamtai Siphandon dìu dắt.
Sau khi từ chức Thủ tướng ông đảm nhiệm chức vụ Trưởng ban nghiên cứu chiến lược phát triển kinh tế Lào.